# Galium papillosum
Galium papillosum är en måreväxtart som beskrevs av Philippe Picot de Lapeyrouse. Galium papillosum ingår i släktet måror, och familjen måreväxter.

## Underarter
Arten delas in i följande underarter:
- G. p. helodes
- G. p. papillosum